# Francisco de Cossío
Francisco de Cossío Martínez-Fortún (Sepúlveda, 12 de mayo de 1887-Segovia, 31 de mayo de 1975) fue un periodista y escritor español, académico de la Real Academia de Bellas Artes y director del Museo Nacional de Escultura de Valladolid. Tuvo dos hermanos profesionales de las artes y la literatura: José María de Cossío, escritor y tratadista taurino, y Mariano de Cossío, pintor.

## Biografía
Nació en una familia aristocrática, era nieto del general carlista León Martínez Fortún. Treinta libros y más de siete mil artículos repartidos por la prensa avalan la obra de Francisco de Cossío. Ingresó en la  Real Academia de Bellas Artes de la Purísima Concepción de Valladolid en 1919 y fue secretario de la de San Fernando en Madrid.
Nombrado director del Museo Provincial de Bellas Artes de Valladolid en 1919, junto con el arzobispo Remigio Gandásegui y el arquitecto Juan Agapito y Revilla inventarió y recuperó buena parte del patrimonio procesional histórico de la ciudad de Valladolid, que había mermado en las calles tras la desamortización. La dictadura de Primo de Rivera le retiró de su puesto, regresando en 1931. En 1933, la institución fue elevada a la categoría de Museo Nacional de Escultura, ostentando su dirección hasta 1959.
Como dramaturgo destacan sus obras: En el limpio solar (1917, drama) desde el Teatro Calderón de La Barca de Valladolid y contando con treinta años de edad; Román, el rico (1928, drama); Maniquí (1941, Comedia) en el Teatro Calderón de Madrid); Adriana (1943, comedia); La casa de cristal (1946,  Comedia); La mujer de nadie (1947, comedia) y La verdad llega tarde (1949, comedia).
Como periodista, trabajó fundamentalmente en el periódico vallisoletano El Norte de Castilla, del que fue director entre 1931 y 1943, aunque también fue subdirector del ABC. Durante la guerra civil española desde las páginas de El Norte de Castilla defendió la causa del bando sublevado. Por ejemplo, tras la toma de Lérida por las tropas franquistas el 3 de abril de 1938 escribió un artículo titulado «Las luces del epílogo» en el que pedía que la República se rindiera porque era inútil continuar con una «resistencia tan estéril como cruenta».

Nos hallamos al borde del epílogo. Y la guerra terminará con la más alta significación unitaria. Poniendo toda España su pie en Cataluña, y reintegrándola de una vez para siempre a la vida nacional por el imperio de la fuerza. Ellos, como los separatistas vascos, lo quisieron. España era demasiado grande para dejarse deshacer. No atendieron a razones. Así se hacen cuerdos los locos. Era preciso conquistar Vizcaya y se conquistó. Era preciso conquistar Cataluña, y en ello estamos.

Aunque con menor fortuna, también escribió algunas novelas. Fue autor del ensayo político Del sentimiento castellanista (1914).
Falleció el 31 de mayo de 1975 en Segovia. Los premios de Periodismo que otorga la Junta de Castilla y León desde 1987 llevan su nombre.